# Кашперівка (Білоцерківський район)
Ка́шперівка — село в Україні, в Тетіївській міській громаді Білоцерківського району Київської області. Розташоване на обох берегах річки Роська (притока Росі) за 9 км на північ від міста Тетіїв. Через село проходить автошлях Р17. Населення становить 3 001 особа (станом на 1 липня 2021 р.).

## Історія

### Середньовіччя

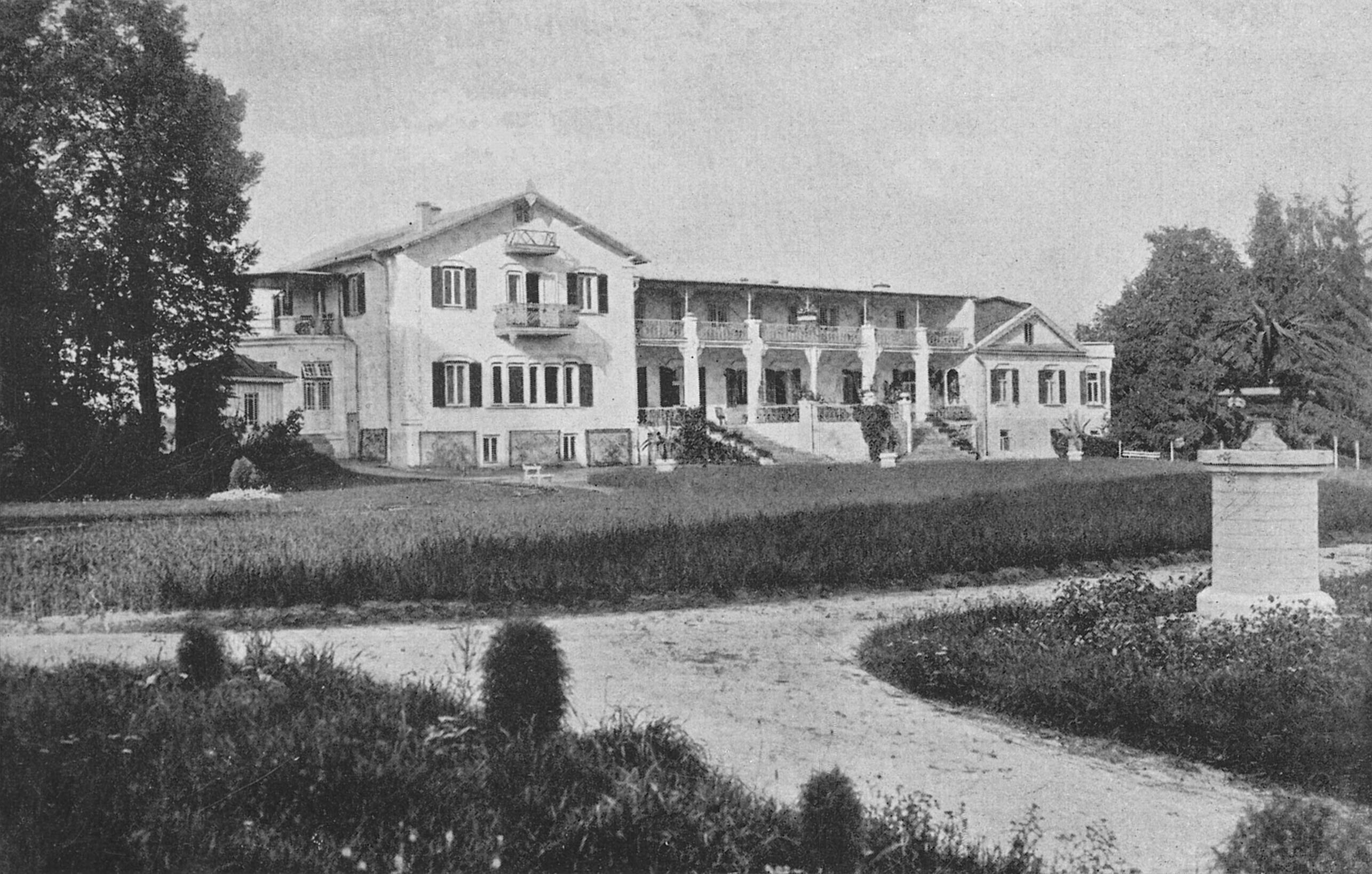
Палац Змигровського (фото до 1911 р.)

Територія Кашперівки була заселена з давніх-давен, вперше село згадується наприкінці XVI ст. як володіння феодала Кошки. Також володарями села була родина Ташкевичів, які продали його Осибовичу Змигродскому і саме він заклав великий парк в 6 га та маєток з таємним ходом в мисливський будинок, який знаходився на околиці лісу. До нашого часу зберігся парк, який нагадує більше сквер та житловий будинок мало схожий на маєток.
Старожили села Кашперівка розповідають із переказів, що яр, який проходить від річки Роська через село Кашперівку і Кашперівський ліс, через поля села Бурківці і села Кошів, у народі називають «Богданівський яр», тому що цим яром проходили війська Богдана Хмельницького в 1651 році. Розповідають, що в ярах Чорного лісу козаки спорудили добрі схованки-землянки, у яких залишили свої цінності, що в одному з ярів, подібному до човна, заховали човен золота.
У 1686 році був підписаний договір Росії з Польщею, так званий «Вічний мир», Правобережжя, у тому числі й Кашперівка, повернулось під владу польської шляхти.
Від власника Тетіївського ключа графа Тимофія Острозького, село Кашперівка передане його сину Афанасію Острозькому, який згодом у другій половині XVIII ст. продав село Філіпу Потоцькому. За Потоцького село поширилось на лівий беріг Роськи і розробились посівні площі земель. Потоцький продає цю місцевість пану Чітковському, а той пану Швайковському. За розпорядженням молодого Швайковського в селі будується цегельня, а згодом в 1840 році — ґуральня на місці нинішнього цукрозаводу, де всі роботи виконувалися селянами-кріпаками вручну.
Тоді ж були побудовані два замки: один над річкою, а другий у лісі. Замки були з'єднані підземними ходами. А в 1856 році пан Швайковський побудував на місці колишньої ґуральні, цукровий завод. В 1880 році проведено переобладнання і розширення цукрового заводу за рахунок нового машиноустаткування виписаного із-за кордону. Ручне виробництво було в основному замінене машинами. В 90-х роках XIX ст. завод і земельні володіння весь маєток в Кашперівці продали Франко-бельгійському акціонерному товариству, яке іменувалось «Франк ель-К».

### Початок XX століття
У 1903 році товариство прибудовує ще рафінадний цех, який виробляє колотий рафінад для експорту в країни Західної Європи і Південної Азії. Потужність цукрозаводу зросла до 6000 пудів сировини за добу. В 1910 році розпочато будівництво залізниці до  Кашперівки, яку повністю було закінчено в 1926 році. У травні 1905 року вибухнув страйк робітників.
Дуже низьким залишався освітній рівень населення. Існувала тільки одна церковнопарафіяльна школа, у якій у 1905—1908 роках навчалося 50 учнів. Незадовго до революції земство побудувало двокласну школу. У 1907—1910 роках у селі було створено аматорський драмгурток. У ньому починала свою аматорську діяльність уродженка Кашперівки народна артистка УРСР Л. В. Мацієвська-Моринець.
У 1922 році на землях колишньої економії створено бурякорадгосп, який мав близько 3 тисячі гектарів землі.
Восени 1921 року створено партійний осередок на цукрозаводі до якого ввійшли робітники В. О. Іванюта, Ф. П. Панченко, В. П. Обривченко, В. Я. Рябенко.
Надійним помічником комуністів, був комсомольський осередок, створений у листопаді 1922 року. Його очолював робітник цукрозаводу П. І. Ситник.
У 1923 році Кашперівка стає селом Тетіївського району Білоцерківського округу. У 1925 році тут налічувалося 1009 дворів і 4125 жителів. Сільська рада велику увагу приділяла поліпшенню побуту трудівників. Було відкрито три магазини — один сільський і два споживспілки. Налагоджено охорону здоров'я трудящих. З 1923 року при заводі працювала лікарня, при школі-лікарський пункт. Цього ж року відкрили дитячий будинок. Культурно-масову роботу проводили клуб, бібліотека, хата-читальня. Сільська рада придбала кіноустановку.
У 1930 році бурякорадгосп було передано заводу і створено Кашперівський цукрокомбінат. Комбінат став центром підготовки кадрів молодих спеціалістів.
У 1935 році семирічна школа була перетворена у середню. Напередодні війни тут навчалося 1050 учнів і працювало 38 учителів.

### Друга світова війна
Напад нацистської Німеччини перервав будівництво комуністами "нового" життя. 17 липня 1941 року Кашперівку окупували гітлерівці. Вони вивозили до Німеччини цукор, хліб, худобу, відправили на роботу в Європу понад 100 чоловік. В селі і в районі в 1942 році підпільно організовується партизанська боротьба. Партизанський загін свою діяльність спрямовував на визволення людей, яких вивозили до Німеччини. У 1942 році нацисти натрапили на слід підпільників і заарештували П. І. Томчая та Є. Ф. Панченко, яких потім закатували.
Мужньо захищали Вітчизну жителі села і на фронтах німецько-радянської війни 283 воїни полягли смертю хоробрих. Багато фронтовиків одержали урядові нагороди. Серед них особливо відзначився А. Л. Степовий, який на Карельському фронті одним з перших форсував річку Свір. Закріпившись на ворожому березі, невеличкий підрозділ сміливців на чолі з єфрейтором А. І. Степовим захопив командний пункт ворожої роти з цінними документами. За героїзм, виявлений під час бойової операції, йому присвоєно звання Героя Радянського Союзу.
До 50 річчя радянської влади трудящі одержали чудовий подарунок — будинок культури на 450 місць.

## Населення
Станом на 1-е січня 2007 року в населеному пункті зареєстровано 1589 дворів і 3689 постійних жителів села, із них жінок — 2049, чоловіків 1640. По вікових категоріях — молодь до 28 років 1229 осіб, середнього віку — 1281, похилого віку від 55 років і старше — 1179 осіб — це майже третина всього населення.

### Мова
Розподіл населення за рідною мовою за даними перепису 2001 року:
| Мова            | Кількість | Відсоток |
| --------------- | --------- | -------- |
| українська      | 3637      | 98.59%   |
| російська       | 48        | 1.30%    |
| білоруська      | 2         | 0.05%    |
| румунська       | 1         | 0.03%    |
| інші/не вказали | 1         | 0.03%    |
| Усього          | 3689      | 100%     |

## Відомі люди
- Єрмолаєв Олександр Іванович — поет, член Національної спілки письменників України;
- Корнієнко Анатолій Васильович — доктор сільськогосподарських наук, професор;
- Мацієвська Лідія Володимирівна — народна артистка України;
- Степовий Арсентій Іванович — Герой Радянського Союзу.

## Галерея

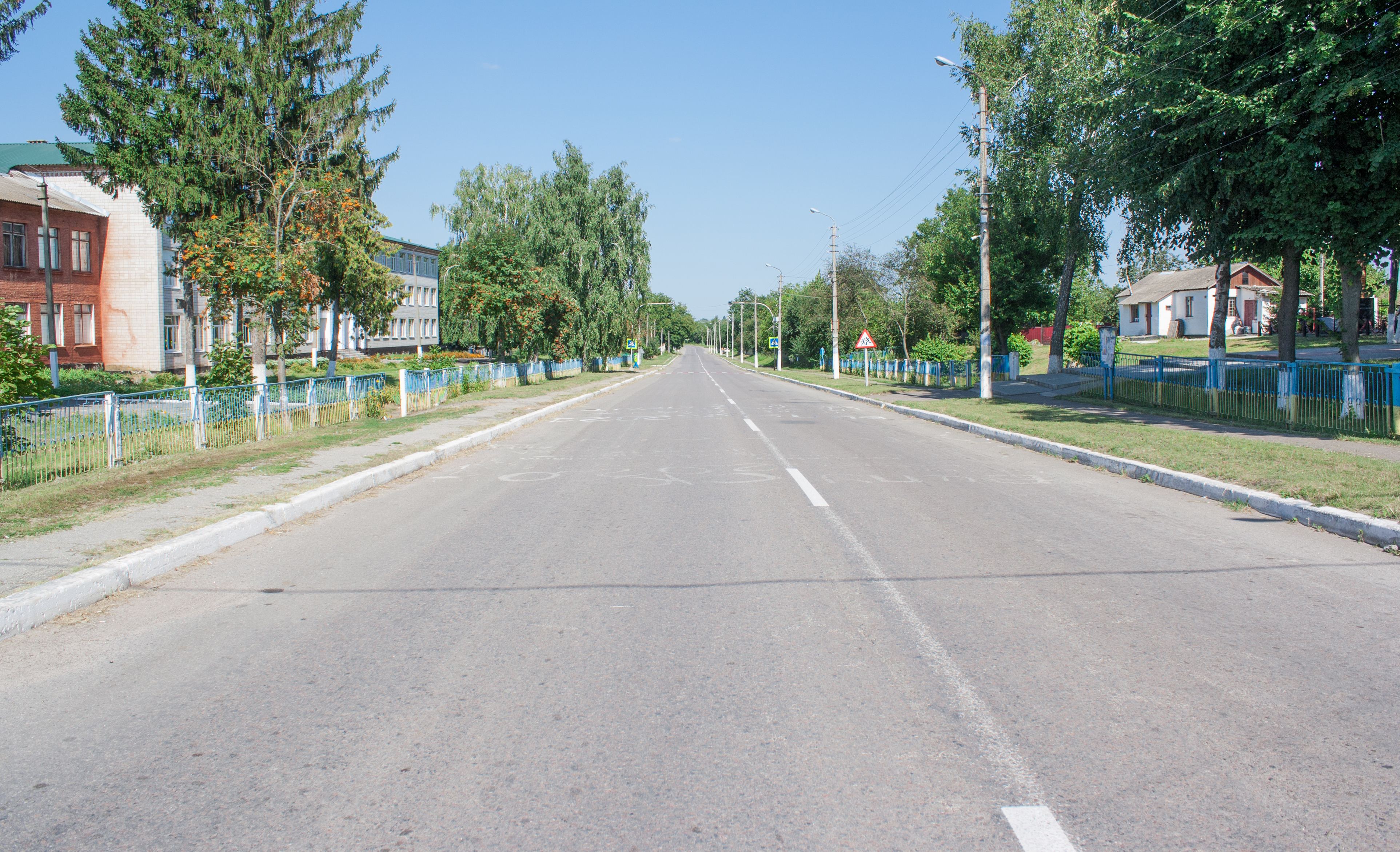
Вулиця Київська
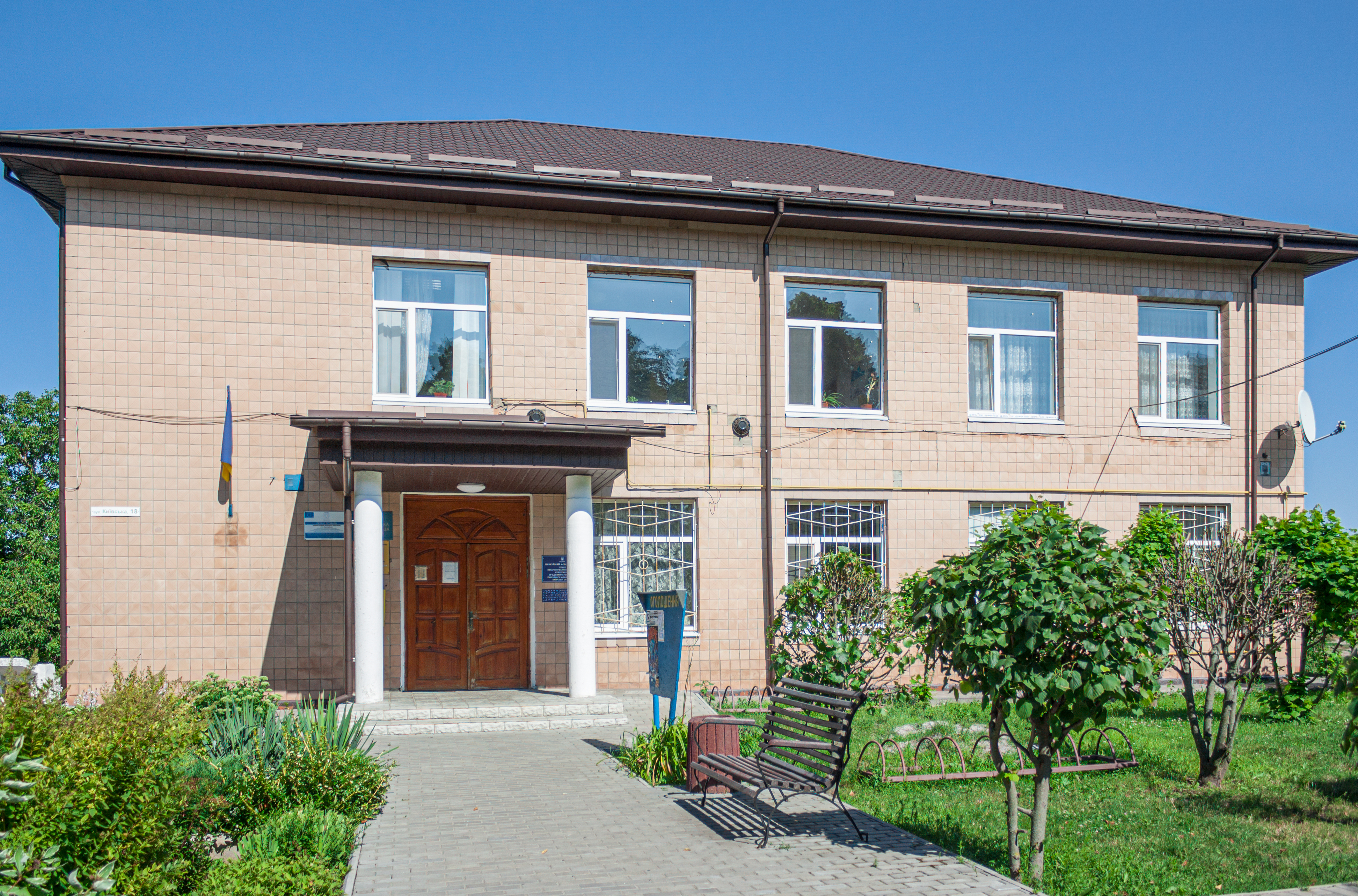
Сільська рада
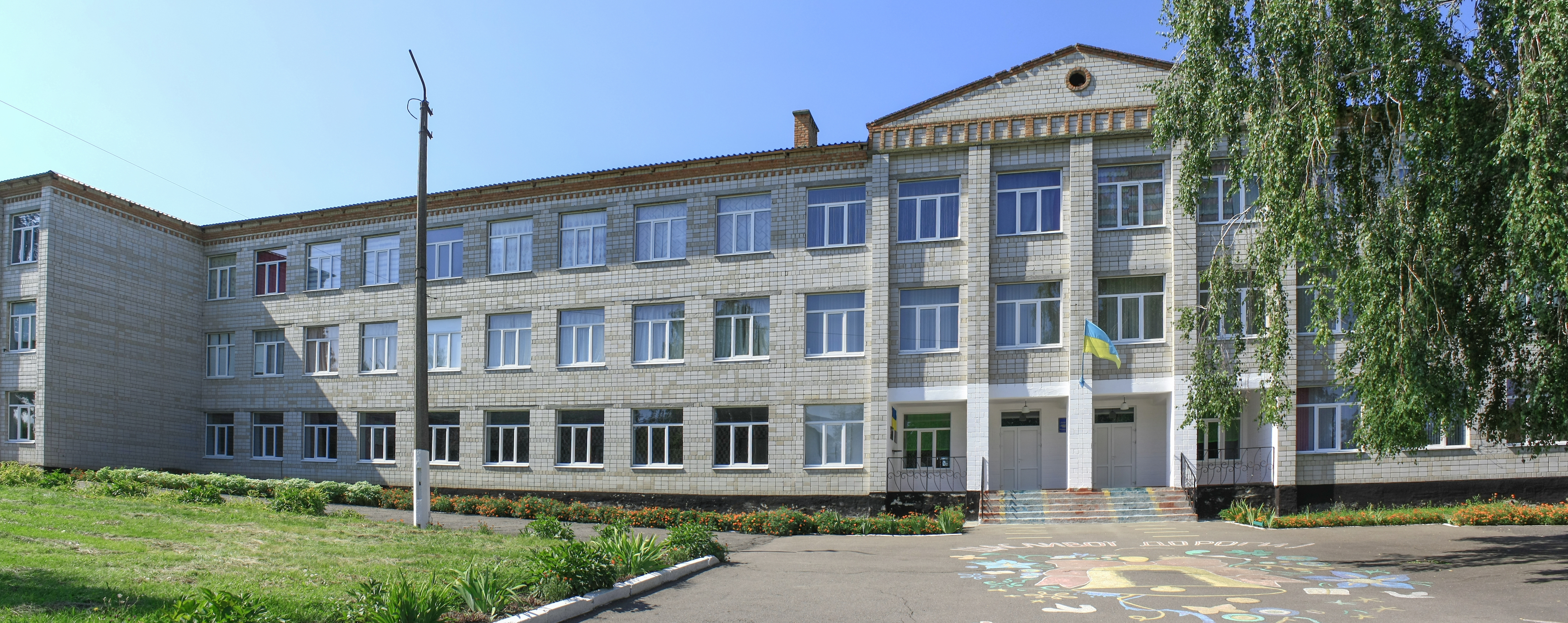
Школа
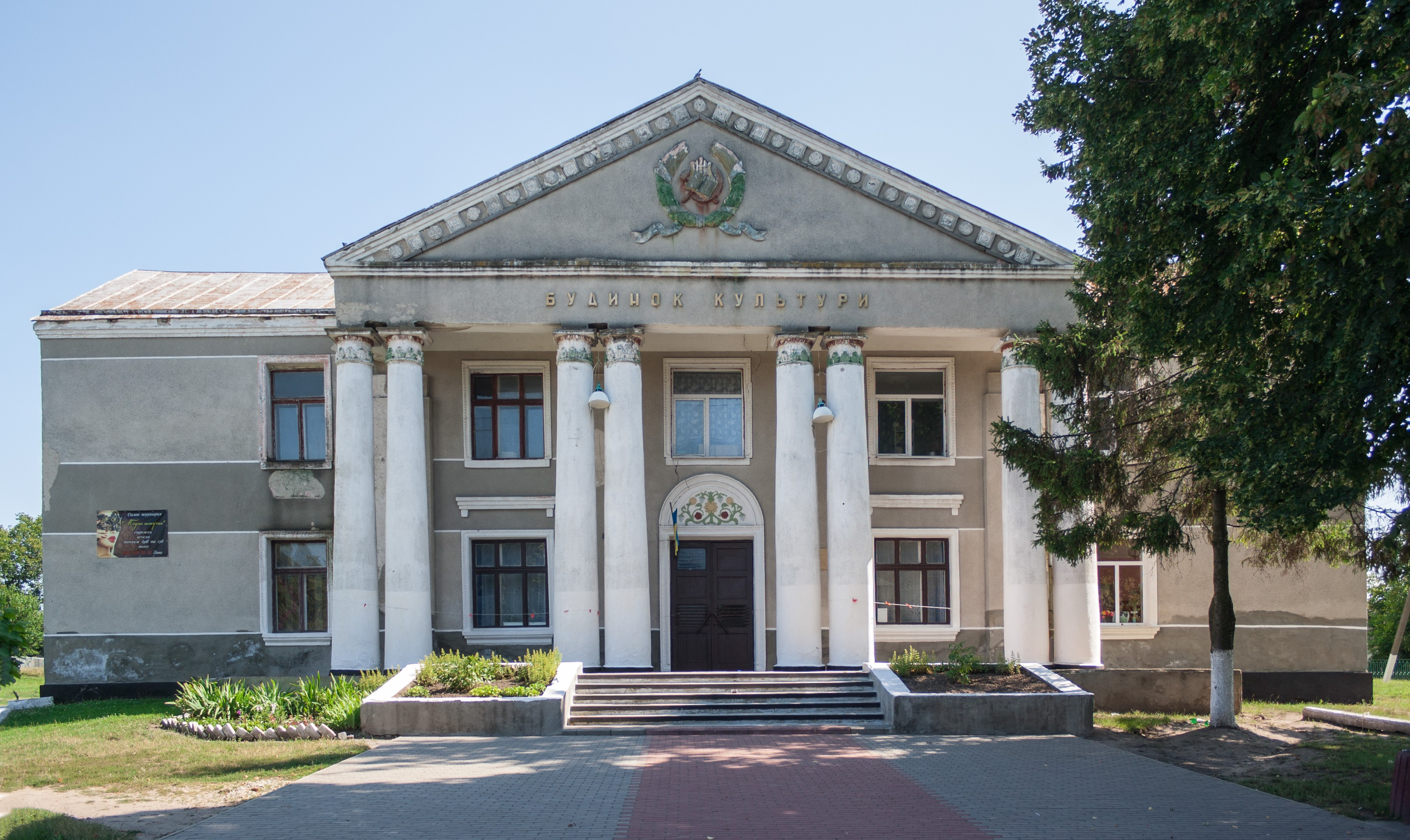
Будинок культури
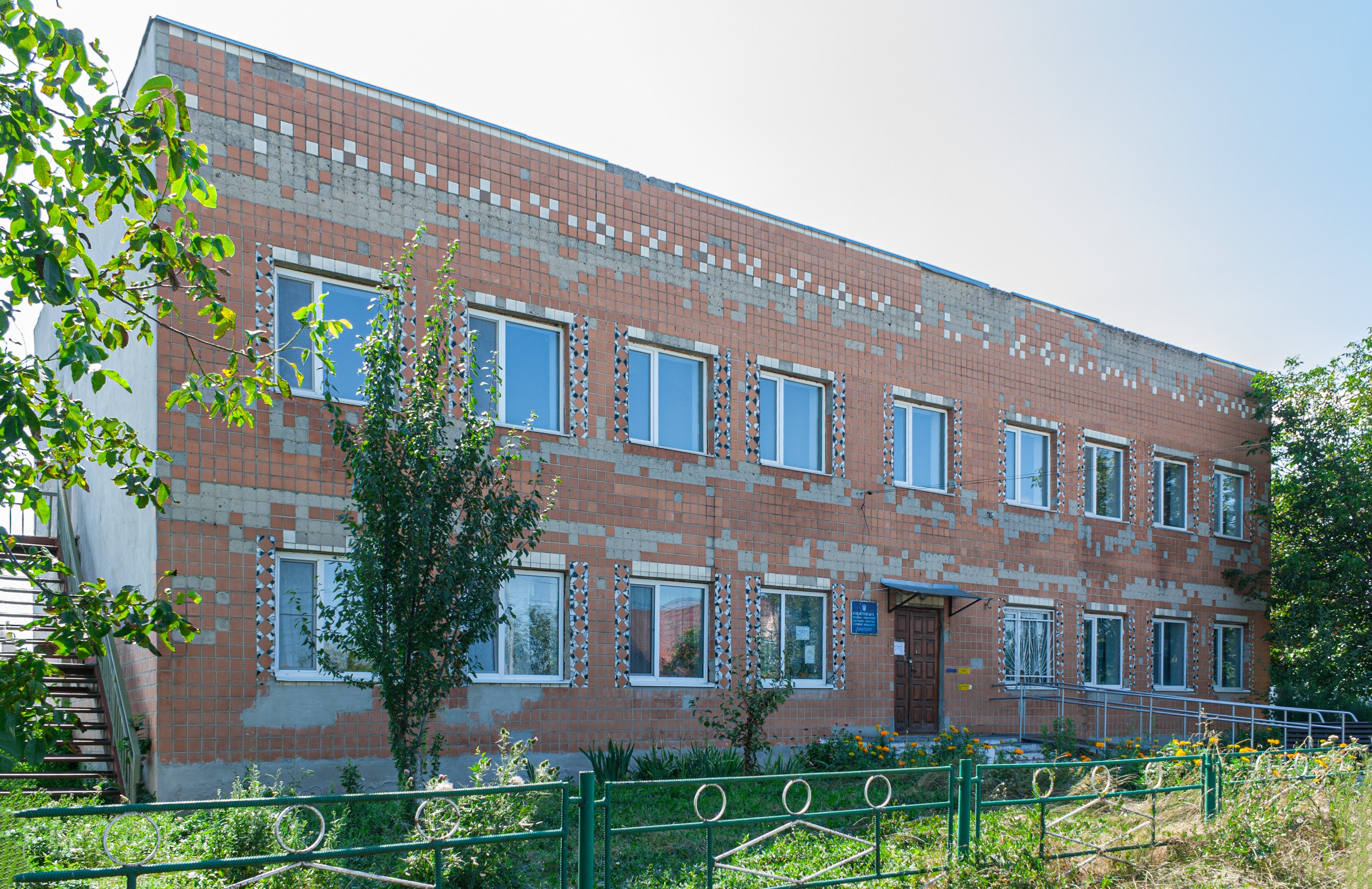
Амбулаторія
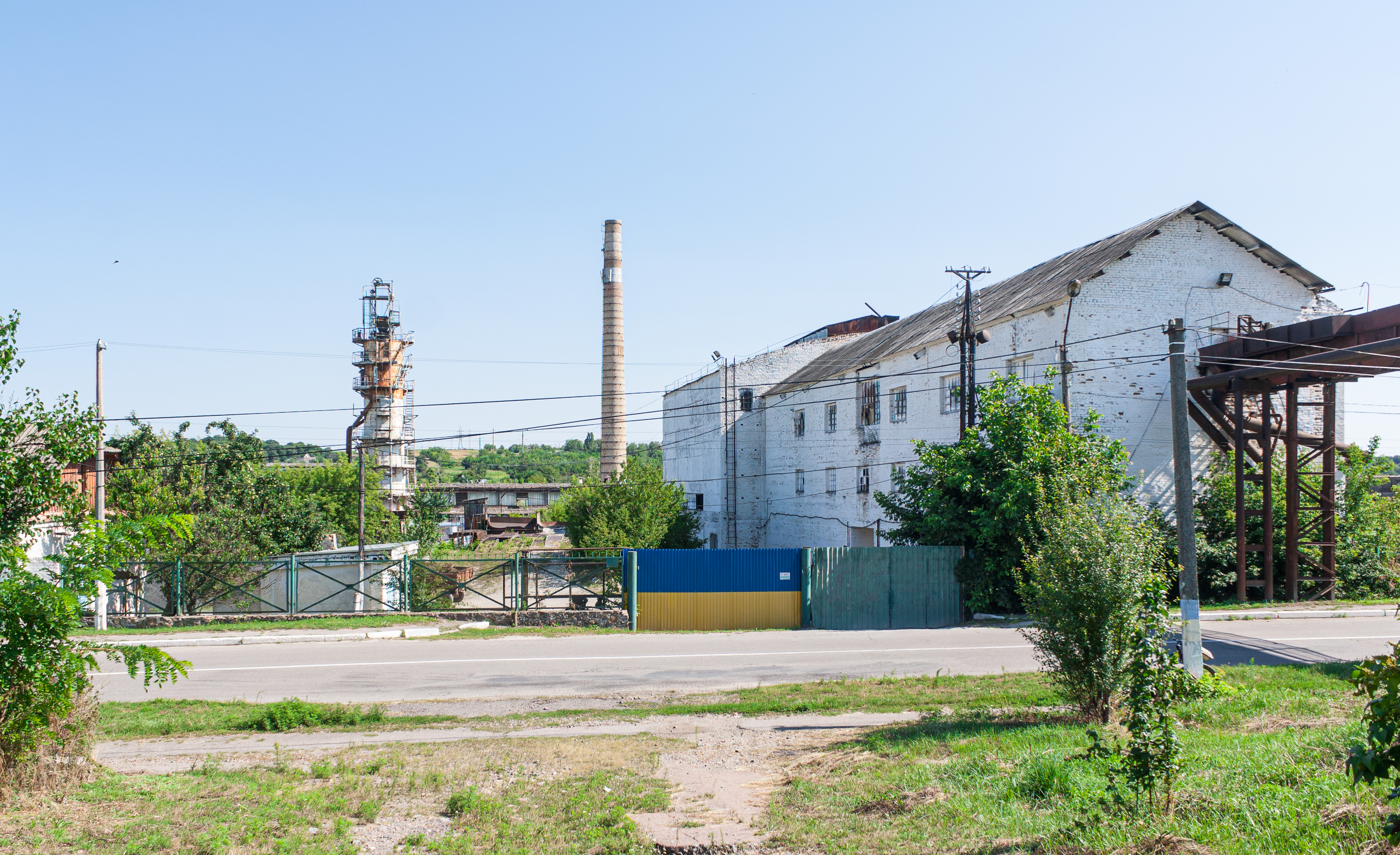
Цукровий завод
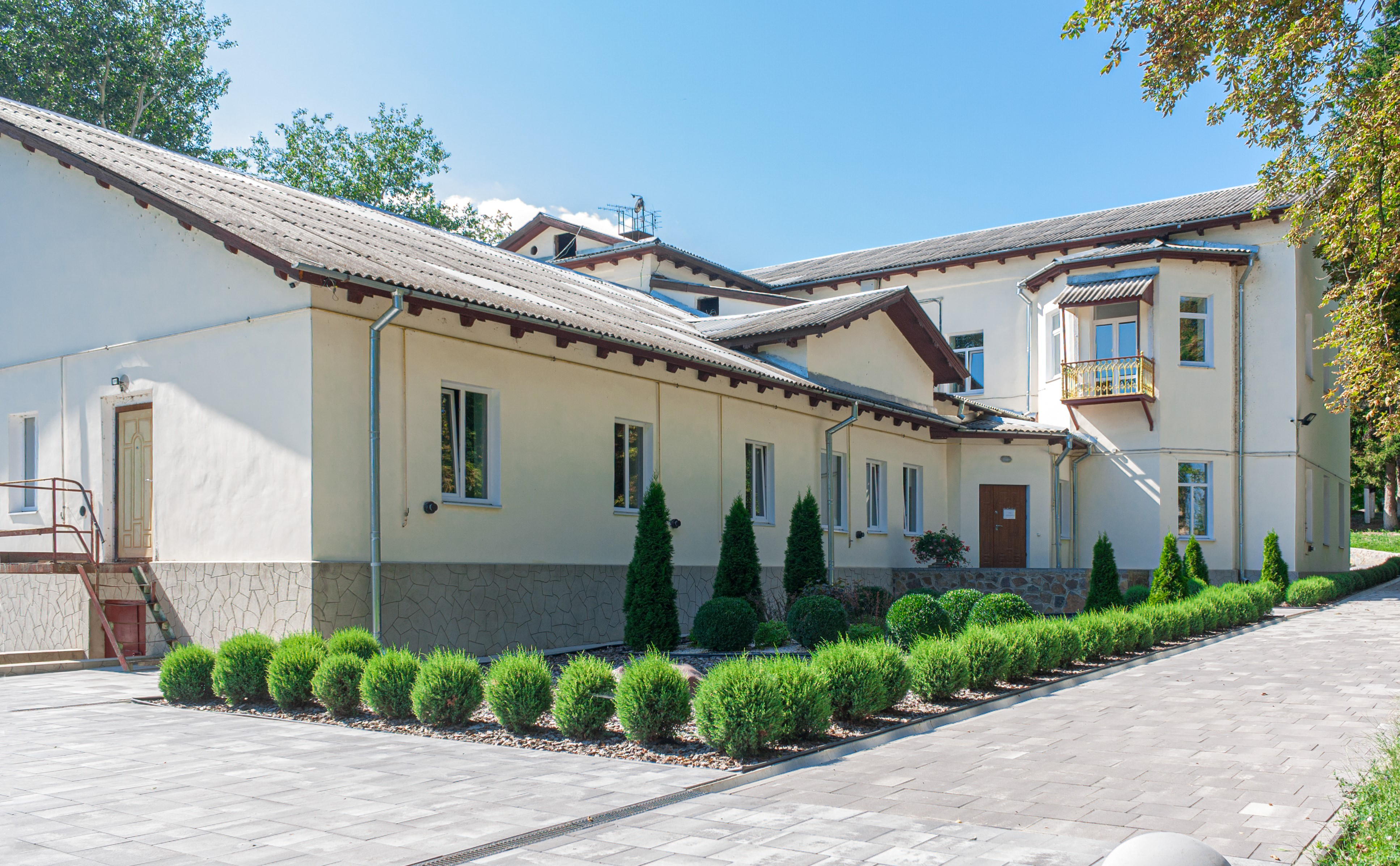
Контора цукрозаводу (колишній палац Змигровського)
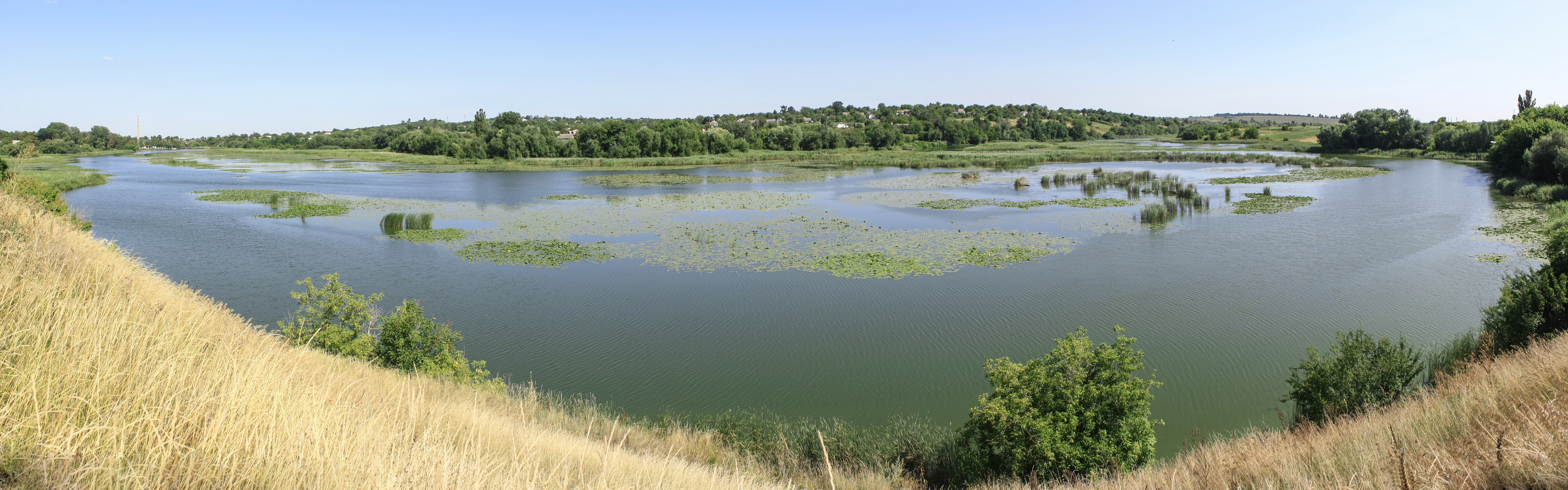
Річка Роська
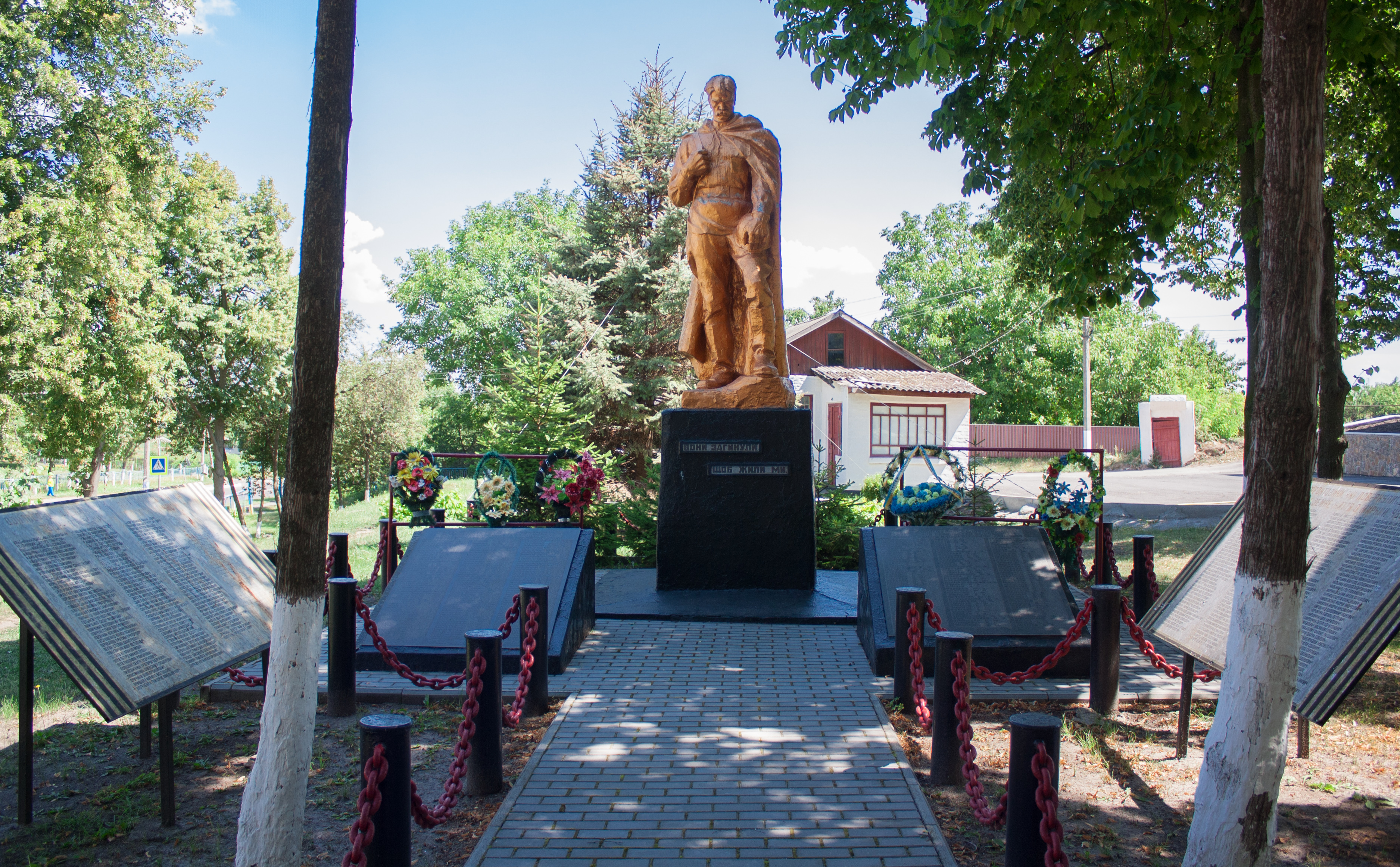
Пам'ятник воїнам-односельцям
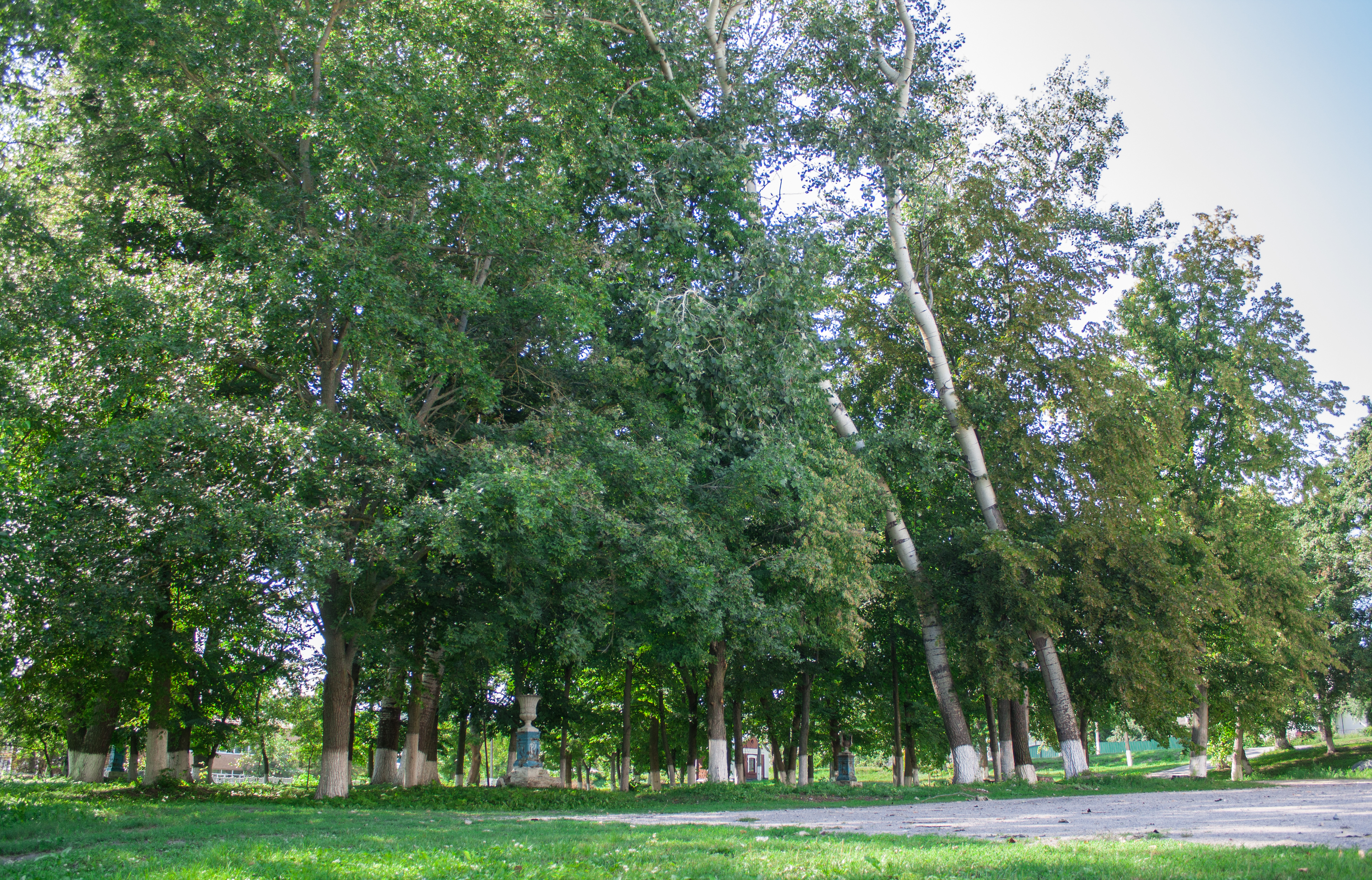
Парк-пам'ятка садово-паркового мистецтва
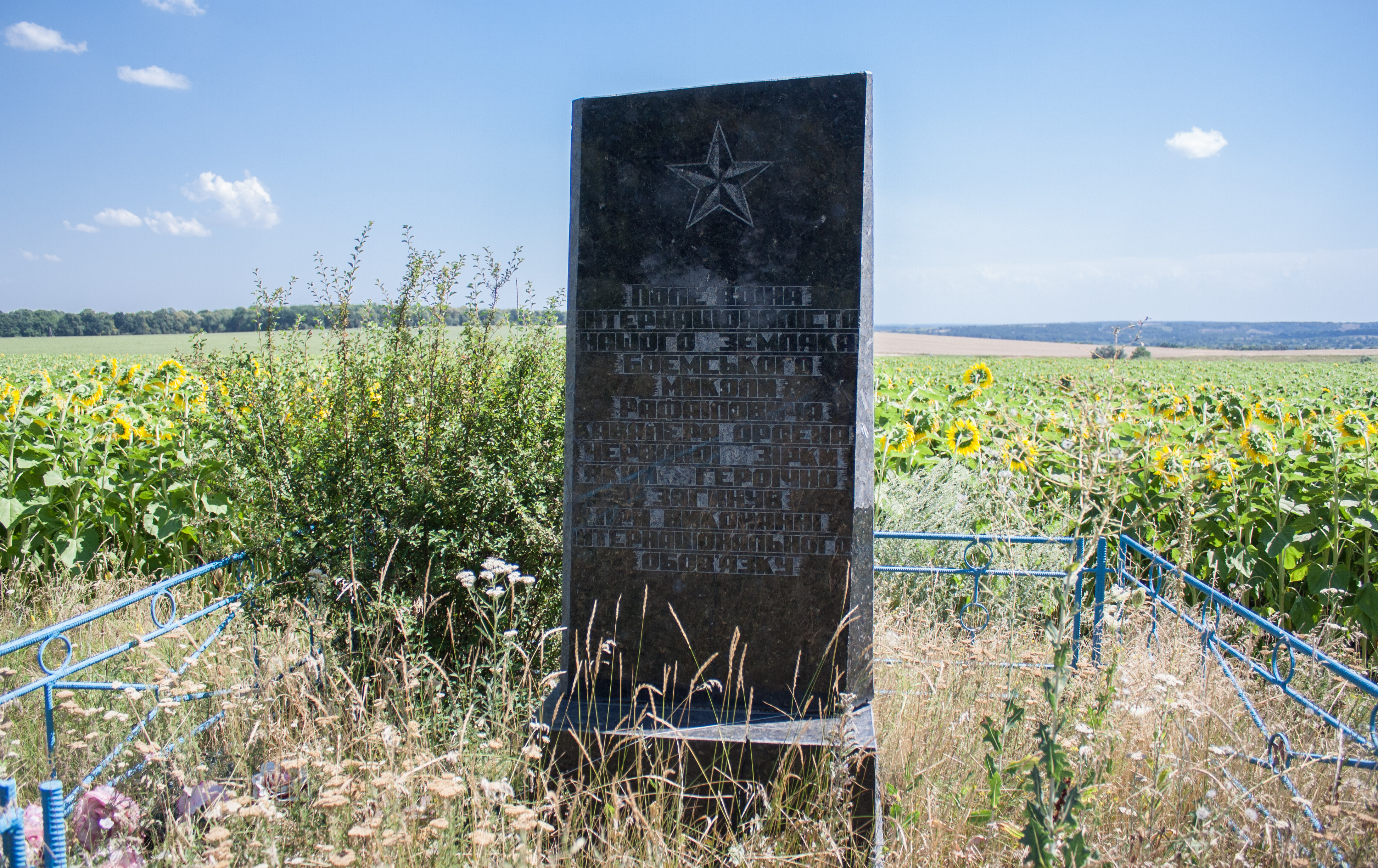
Пам'ятний знак воїну інтернаціоналісту М. Боємському